# Попков, Николай Васильевич (спортсмен)
Николай Васильевич Попков (Папков) (1926 — неизвестно) — советский футболист (защитник, полузащитник), хоккеист (нападающий).
Воспитанник футбольной команды горьковского «Торпедо». В первенстве СССР играл за команду в 1949—1955 годах, в 1951 и 1954 годах в классе «А» провёл 16 матчей.
За хоккейное «Торпедо» играл в сезонах 1949/50 — 1952/53, в последнем сезоне выступал в чемпионате СССР.